# Mosè Formiggini
Mosè Formiggini (Modena, 21 maggio 1756 – Milano, 2 dicembre 1809) è stato un banchiere, imprenditore e politico italiano, appartenente alla famiglia Formiggini di Modena e gioielliere ufficiale della Corona d'Italia.

## Biografia
Nacque da Benedetto Formiggini e da Gioia Levi. Ereditò dalla famiglia paterna l'azienda per la vendita di gioie fondata da Laudadio Formiggini, banchiere e gioielliere ufficiale degli Estensi.
Nel 1805 Mosè aveva due terzi delle quote dell’azienda Benedetto Formiggini e figli e, trasferitosi da Modena a Milano, era titolare della sede di questa città mentre lo zio Salomone gestiva la sede di Modena. Il viceré Eugenio di Beauharnais conferì alla ditta la qualifica di Gioiellieri della Corona del regno d’Italia.
Sotto gli Estensi Mosè era la persona più importante nel Ghetto con privilegi, esenzioni e facilitazioni. 
Con l’arrivo dei Francesi a Modena nel 1796 aderì al nuovo assetto portato da Napoleone Bonaparte. Lo conobbe personalmente e trattò direttamente con lui durante la campagna d'Italia l'acquisto dei beni ecclesiastici e del Duca di Modena espropriati dai francesi. Fu eletto deputato al Congresso di Reggio Emilia della Repubblica Cisalpina e cercò di facilitare l’integrazione della comunità ebraiche nello stato napoleonico anche con l’arruolamento nella guardia civica, incontrando molte difficoltà che lo portarono alle dimissioni nell’aprile del 1797. Fu poi eletto deputato di Modena alla Repubblica Cisalpina e fece inserire all’art. 4 della costituzione che era permesso agli ebrei "la continuazione del libero e pubblico esercizio del culto per tutto il territorio".
A Milano convinse Bonaparte ad aprire a Modena la scuola del genio e dell’artiglieria, che diventò poi l’Accademia militare di Modena. Nel 1802 fu invitato ai Comizi di Lione come rappresentante del Dipartimento del Panaro che comprendeva Modena e contribuì alla stesura del codice di commercio napoleonico. Come rappresentante del dipartimento dell’Olona che comprendeva Milano partecipò assemblea degli Israeliti di Francia e Regno d’Italia convocata da Napoleone a Parigi nel maggio 1806 e al Gran Sinedrio convocato a Parigi nella primavera del 1807.  In queste assemblee si preoccupò soprattutto dell'educazione della gioventù ebraica, l'unica strada, a suo avviso, che avrebbe potuto portare a una piena emancipazione, reale e non solo formale, della nazione ebraica.
Morì a Milano il 2 dicembre 1809. La ditta Benedetto Formiggini e figli fu chiusa nel 1811 con il maggiore attivo di bilancio tra quelli fino ad allora realizzati nella Milano napoleonica. 

## Vita privata
Si era sposato in prime nozze con Anna Levi da cui ebbe i figli Laudadio, Grazia e Marianna e dopo la sua morte nel 1800 con la mantovana Zeffora Norsa da cui ebbe le figlie Rosa e Anna.